# Filosofía medieval
La filosofía medieval es todo el conjunto de corrientes de pensamiento y tratados filosóficos medievales que se desarrollaron desde la caída del Imperio romano (476 d. C.) hasta el Renacimiento (siglos XV y XVI). La principal búsqueda de la filosofía medieval era la cohesión de las creencias heredadas de la filosofía clásica con los dogmas del cristianismo, aunque también hubo aportes muy importantes de las creencias judías e islámicas.

## Introducción

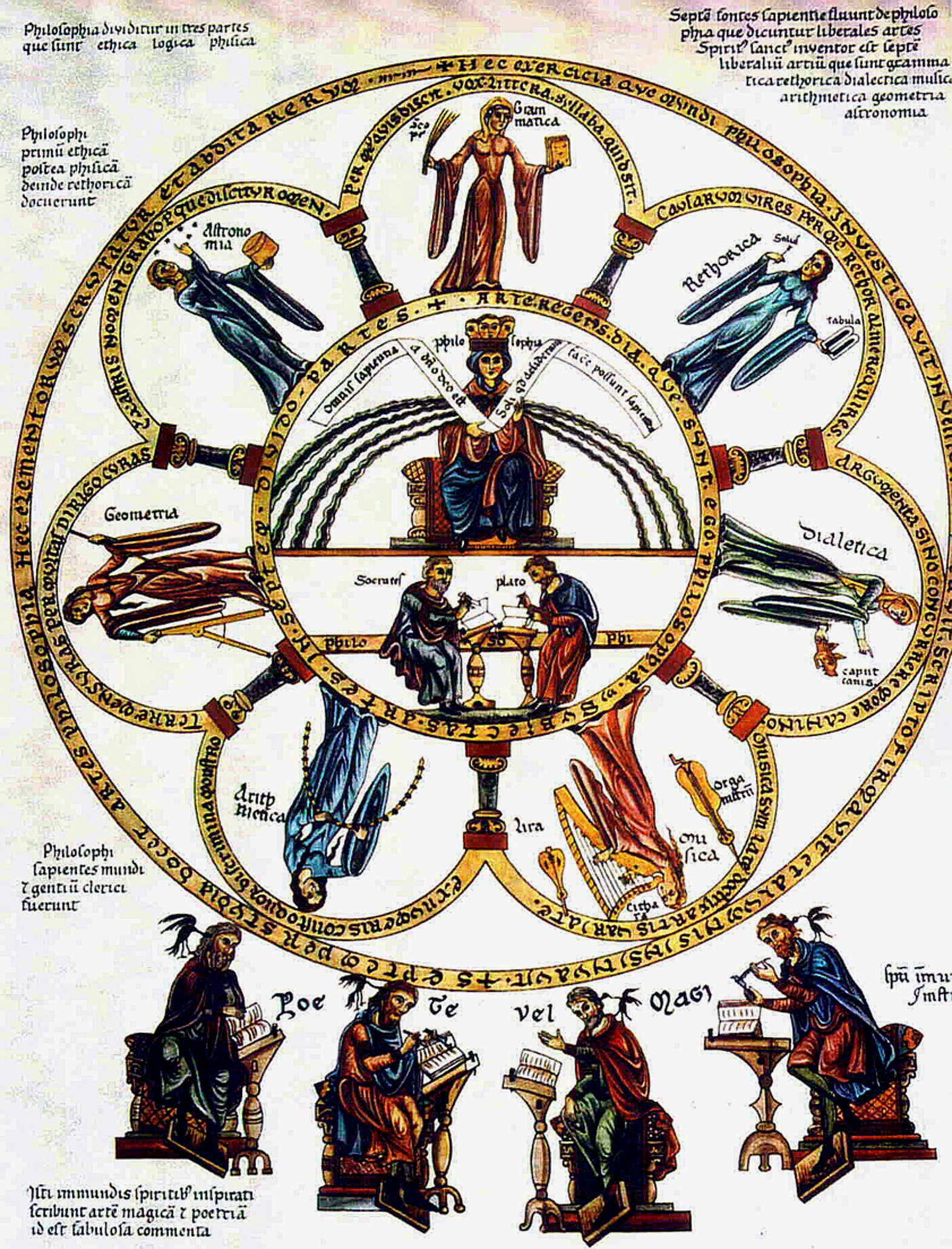
Las siete artes liberales, según una ilustración del.

Al intentar conciliar diferentes creencias religiosas con la filosofía, resultó natural que se intentara buscar respuestas a interrogantes como la naturaleza de Dios, la relación entre la fe y la razón, así como la compatibilidad entre el libre albedrío y la omnisciencia de la divinidad, entre otros temas, como la causalidad y los límites del conocimiento.
Sin embargo, para la filosofía medieval, fue complejo conciliar temas como la encarnación o la naturaleza de la trinidad, que son la base de la teología cristiana.
La Stanford Encyclopedia of Philosophy describe la filosofía medieval como la "receta" de una combinación de "la filosofía pagana [...] con la nueva religión cristiana" y "una variedad de aromas de la herencia intelectual judía e islámica" cocinada por unos 1300 años. Algunas de estas doctrinas fueron especialmente difíciles de combinar (como la encarnación y la trinidad), pero el esfuerzo por resolverlas fue el motor de gran parte de la filosofía medieval, y llevó a desarrollar conceptos, teorías y distinciones que heredaría toda la filosofía posterior.
El filósofo inglés sir Anthony Kenny declaró en su libro Una nueva historia de la filosofía occidental que para "el desarrollo después de la filosofía el evento más importante en el siglo I fue la vida de Jesús de Nazaret". Tras la muerte de Jesús, sus discípulos mantienen una actividad de evangelización por casi 300 años, volviéndose el cristianismo en la religión oficial del Imperio Romano. El impacto de esta religión en la filosofía occidental tuvo dos grandes efectos: Primero, redujo el interés por la filosofía; y segundo, la filosofía pasó a ser "sierva" de la teología, siendo las conjeturas paganas opuestas a los dogmas de fe rechazadas. San Pablo escribió: "Mirad que nadie os engañe por medio de filosofías y huecas sutilezas, según las tradiciones de los hombres, conforme a los rudimentos del mundo, y no según Cristo." Sin embargo, la influencia de la filosofía pagana fue crucial para la filosofía medieval.
Durante los primeros siglos de la era común, se hicieron grandes esfuerzos de conciliar la filosofía pagana al servicio del cristianismo, como hicieron Justino Mártir, Clemente de Alejandría, Gregorio de Nisa, Orígenes y Eusebio de Cesarea. La doctrina elaborada por los Padres de la Iglesia se llama patrística. San Agustín de Hipona, el más famoso de ellos, alabó las enseñanzas neoplatónicas con el cristianismo. Otros pensadores, como Tertuliano y Lactancio, se opusieron.
Los llamados años oscuros de la Alta Edad Media (desde la caída del Imperio Romano hasta el siglo X) marcarán un momento de decadencia en la filosofía occidental, quedando pocos vestigios de estudios clásicos que sobrevivieron en los monasterios, especialmente en Irlanda, siendo Juan Escoto Erígena uno de los filósofos más importantes de ese tiempo. El historiador Will Durant escribió: "fue en los años oscuros cuando el espíritu irlandés brillo con su luz más potente".
La gran mayoría de los textos de autores clave, como Platón, Aristóteles y Plotino; fueron inaccesibles a los estudiosos medievales. Los medievales tuvieron acceso al pensamiento de estos y otros autores principalmente a través del trabajo de autores patricios como Tertuliano, Ambrosio y Boecio, y de autores paganos como Cicerón y Séneca. En los siglos XII y XIII, sin embargo, una gran cantidad de trabajos de Aristóteles viajaron a Europa Occidental desde al-Ándalus y desde Constantinopla, influenciando enormemente a la filosofía. Este importante hecho permite dividir a la filosofía medieval en dos períodos: el período antes del reingreso de Aristóteles, y el período durante y después de su reingreso.
El primer período fue marcadamente platónico, con un estilo generalmente ameno y asistemático, y sin una distinción clara entre teología y filosofía. Algunos de los autores más importantes fueron Boecio, Juan Escoto Erígena, Anselmo de Canterbury y Pedro Abelardo. El segundo período fue más aristotélico. Asistió a la creación de las universidades, a una mayor profesionalización y sistematización de la filosofía, a nuevas traducciones y a nuevas formas de enseñanza. La escolástica fue el movimiento teológico y filosófico dominante, y entre los autores clave estuvieron Ramon Llull, Tomás de Aquino, Juan Duns Scoto, Guillermo de Ockham y Buenaventura de Fidanza. Se ha descrito la filosofía escolástica como una ancilla theologiae — una "sirvienta de la teología". No obstante, "hoy día se tiende a rechazar esta concepción o a no insistir demasiado en ella".
Algunos de los temas centrales a lo largo de la filosofía medieval fueron la relación entre la fe y la razón, la existencia y naturaleza de Dios, la cuestión de la compatibilidad entre atributos divinos, el problema del mal, el problema de la compatibilidad de la omnisciencia divina con el libre albedrío, el problema de los universales, la causalidad, los límites del conocimiento, la lógica aristotélica y la individuación de las sustancias divisibles e indivisibles.
Después de las conquistas musulmanas, la filosofía islámica temprana desarrolló las tradiciones filosóficas griegas en nuevas direcciones innovadoras. Esta Edad de Oro islámica influyó en los desarrollos intelectuales europeos. Las dos principales corrientes del pensamiento islámico temprano son Kalam, que se centra en la teología islámica y la escuela falsafa, que se basó en el aristotelismo y el neoplatonismo. Aristóteles fue muy influyente entre falsafa como Al-Kindi, Al-Farabi, Avicena y Averroes. Otros, como Al-Ghazali, criticaron a los métodos de la filosofía aristotélica de los falsafa. Los pensadores islámicos también desarrollaron un método científico, medicina experimental, una teoría de la óptica y una filosofía jurídica. Ibn Khaldun fue un pensador influyente en la filosofía de la historia. En Irán, varias escuelas de filosofía islámica siguieron floreciendo después de la Edad Dorada e incluyen corrientes como Illuminacionismo, la filosofía sufí y la teosofía trascendente de Mulla Sadra. El mundo árabe de los siglos XIX y XX vio el movimiento nahda (despertar o renacimiento) que influyó en la filosofía islámica contemporánea.
En la filosofía judía, el filósofo más importante fue Maimónides, quien compuso un manual de lógica aristotélica y la Guía de los Perplejos, escrita en árabe hacia 1190, donde intenta demostrar que no puede haber contradicciones entre la fe con la razón y que todos los principios metafísicos de la filosofía aristotélica están presentes en la Biblia y en el Talmud.

## Temas de la filosofía medieval
Desde un punto de vista histórico, la Edad Media se extiende desde la caída del Imperio Romano de Occidente hasta la caída del imperio bizantino, pero temáticamente, según autores como Gilson, la filosofía medieval se inicia en el siglo II con el diálogo entre la filosofía helenística y las grandes religiones monoteístas. Por esto algunos autores sostienen que la filosofía antigua pierde su antigua autonomía y deviene ancilla theologiae, vale decir, pasa a estar subordinada o con una actitud servil con respecto a la especulación religiosa.
A diferencia de lo que había ocurrido con la filosofía griega, que había centrado su reflexión en torno a la determinación del objeto, la filosofía medieval centrará su interés en Dios. La filosofía helenística había dado una orientación práctica al saber, dirigiéndolo hacia la felicidad del hombre. Es el caso del estoicismo y del epicureísmo, que habían colocado a la ética en el vértice del saber. A lo largo de los primeros siglos de nuestra era, la progresiva expansión del cristianismo y otras religiones irá provocando la aparición de otros modelos de felicidad o «salvación individual», que competirán con los modelos filosóficos. Frente a la inicial hostilidad hacia la filosofía manifestada por algunos de los primeros padres apologistas cristianos, sus continuadores encontrarán en la filosofía, especialmente a partir del desarrollo del neoplatonismo de Plotino, un instrumento útil, no sólo para combatir otras religiones o sistemas filosóficos, sino también para comprender, o intentar comprender, los misterios revelados. Surge de ahí una asociación entre filosofía y cristianismo o, más en general, entre filosofía y religión, que pondrá las bases de la futura filosofía medieval, entre los cristianos, los musulmanes y los judíos. El tema fundamental de reflexión pasará a ser la divinidad, quedando subordinada la comprensión e interpretación del mundo, del hombre, de la sociedad, etc. al conocimiento que se pueda obtener de lo divino. La fe, que suministra las creencias a las que no se puede renunciar, tratará de entrar en diálogo con la razón.

### Metafísica
En el mundo islámico, la llegada de la filosofía griega no fue directa, sino que tiene que ver con los cenobios cristianos en la península arábiga y los pertenecientes a ideologías consideradas heréticas que utilizaban la filosofía griega no como un fin, sino como un instrumento que les servía para sus especulaciones teológicas (como los monofisistas o los nestorianos). Es por el interés práctico en la medicina griega cuando empiezan a hacerse traducciones al persa que después pasarían tardíamente al árabe. Cabe mencionar que en árabe no existe el verbo «ser» y más difícilmente una construcción como «ser», que es un verbo convertido en sustantivo. La metafísica del mundo islámico quedó influenciada en gran medida por la metafísica de Aristóteles.
En el mundo cristiano, después del «redescubrimiento» de la Metafísica de Aristóteles a mediados del siglo XII, muchos escolásticos escribieron comentarios sobre esta obra. El problema de los universales fue uno de los principales problemas tratados durante ese período. Otros temas fueron:
- Hilomorfismo: desarrollo de la doctrina aristotélica de que las cosas individuales son un compuesto de material y forma
- Existencia y esencia
- Causalidad: la discusión sobre la causalidad consistió principalmente en comentarios sobre Aristóteles, principalmente sobre las obras Física, Sobre el cielo y Acerca de la generación y la corrupción. El enfoque de esta área temática era únicamente medieval, la investigación racional del universo se veía como una forma de acercarse a Dios

La metafísica pasó a ser considerada la «reina de las ciencias» (Tomás de Aquino), aunque también hubo debate sobre la distinción y orden de jerarquía entre la metafísica y la teología, en especial en la escolástica. La cuestión de la distinción entre metafísica y teología también sería omnipresente en la filosofía moderna.
Los escolásticos medievales se propusieron la tarea de conciliar la tradición de la filosofía antigua con la doctrina religiosa (musulmana, cristiana o judía). Con base en el neoplatonismo tardío, la metafísica medieval se propone reconocer el «verdadero ser» y a Dios a partir de la razón pura.
Los temas centrales de la metafísica medieval son la diferencia entre el ser terrenal y el ser celestial (analogía entis), la doctrina de los trascendentales y las pruebas de la existencia de Dios. Dios es el fundamento absoluto del mundo, del cual no se puede dudar. Se discute si Dios ha creado el mundo de la nada (creación ex nihilo) y si es posible acceder a su conocimiento a través de la razón o solo a través de la fe. Inspirados en la teoría de la duplicación de los mundos atribuida a Platón su metafísica se manifiesta como una suerte de «dualismo» del «acá» y del «más allá», de la «mera percepción sensible» y del «pensar puro como conocimiento racional», de una «inmanencia» de la vida interior y una «trascendencia» del mundo exterior.
René Descartes fue uno de los mayores exponentes de la metafísica de la Edad Media (aunque vivió en la Edad Moderna); construyó un pensamiento metafísico hablando de temas como la existencia, sustancia y Dios; define la metafísica como las raíces del conocimiento si este fuera un árbol, siendo el tronco la física y filosofía natural y las ramas las artes mecánicas; habla acerca de la sustancia como aquello que puede existir por sí mismo sin necesidad de otra cosa; afirma la existencia de la sustancia pensante y la sustancia extensa, siendo este el dualismo sustancial aparte de la existencia de la sustancia infinita (Dios).
En su texto llamado Meditaciones metafísicas, Descartes se plantea que solo puede creer lo que sea indudable, en otras palabras, todo de lo que se puede dudar es falso. Partiendo de esa idea:
- Encuentra que él existe (Cogito ergo sum).
- Prueba que Dios existe a partir del solipsismo.
- Propone la existencia de un Genio Maligno que le hace creer ideas falsas.
- Vuelve a probar la existencia de Dios a partir de un argumento ontológico.
- Muestra la existencia de lo material y que hay un alma y un cuerpo.

### Teología
Un interés constante en este tiempo fue el de probar la existencia de Dios, a través de la lógica, si era posible. La filosofía medieval estaba fuertemente ligada a la filosofía cristiana, la cual estaba fuertemente influenciada a sí misma por la clásica filosofía islámica y por la filosofía judeo-islámica en la Baja Edad Media, especialmente por los escritos de los filósofos musulmanes como Al-Kindi, Al-Farabi, Alhazen, Avicena, Al-Ghazali, Avempace y Averroes, y filósofos judíos como Maimónides y Gersónides.
Un esfuerzo temprano fue el del argumento cosmológico, convencionalmente atribuido a Tomás de Aquino. El argumento, toscamente, es que todo lo que existe tiene una causa. Por lo tanto, debe haber una primera causa sin causa, y esa es Dios. Aquino también adaptó este argumento para probar la bondad de Dios. Todo tiene algo de bondad, y la causa de cada cosa es mejor que la cosa causada. Por lo tanto, la primera cosa es la mejor cosa posible. Argumentos similares son usados para probar el poder y la excepcionalidad de Dios.
Otro argumento importante que prueba la existencia de Dios fue el argumento ontológico, ofrecido por Anselmo de Canterbury. Básicamente dice que Dios es aquel mayor del cual no se puede pensar otro, lo cual implica pensar que existe, pues si no existiera se podría pensar otra realidad más grande, lo cual contradice la definición. Este argumento ha sido utilizado de distintas formas desde Duns Scoto en adelante, y repropuesto por Descartes y otros pensadores modernos.
Otros temas discutidos en este período incluyen:
- La compatibilidad de los atributos divinos: ¿cómo se atribuyen tradicionalmente los atributos al Ser Supremo, como el poder ilimitado, el conocimiento de todas las cosas, la bondad infinita, la existencia fuera del tiempo, la inmaterialidad, etc., lógicamente coherentes entre sí? (ver Paradoja de la omnipotencia).
- El problema del mal: los filósofos clásicos habían especulado sobre la naturaleza del mal, pero el problema de cómo un Dios todopoderoso, omnisciente y amoroso podía crear un sistema de cosas en el que el mal existe surgió por primera vez en el período medieval.
- El problema del libre albedrío: un problema similar fue explicar cómo el conocimiento divino de Dios de lo que sucederá en el futuro, es compatible con la creencia del libre albedrío.
- Preguntas sobre la inmortalidad del intelecto, la unidad o no unidad entre el alma y el intelecto, y la consecuente base intelectual para creer en la inmortalidad del alma.
- La cuestión de si puede haber sustancias que no sean materiales, por ejemplo, ángeles.

### Lógica
En la Alta Edad Media, la lógica mantiene la condición de ciencia propedéutica bajo el nombre de dialéctica. Se continúa estudiando como una de las artes liberales pero sin grandes aportes.
En su evolución hacia la Baja Edad Media son importantes los aportes árabes de Al-Farabi, Avicena y Averroes, pues fueron los árabes quienes reintrodujeron los escritos de Aristóteles en Europa. En la Baja Edad Media su estudio era requisito para entrar en cualquier universidad. Desde mediados del siglo XIII se incluyen en la lógica tres cuerpos separados del texto. En la logica vetus y logica nova es tradicional escritos lógicos, especialmente el Órganon de Aristóteles y los comentarios de Boecio y Porfirio. La parva logicalia se puede considerar como representativa de la lógica medieval.
La evolución crítica que se va desarrollando a partir de los aportes de Abelardo dinamizaron la problemática lógica y epistemológica a partir del siglo XIII (Pedro Hispano, Raimundo Lulio Lambert de Auxerre, Guillermo de Sherwood) que culminaron en toda la problemática del siglo XIV, con Guillermo de Ockham, Jean Buridan, John Wyclif y Pedro de España, Richard Kilvington y Alberto de Sajonia.

### Ciencia
La historia de la ciencia en la Edad Media abarca los descubrimientos en el campo de la filosofía natural que ocurrieron en el periodo de la Edad Media el periodo intermedio, en una división esquemática de la Historia de Europa.
Europa Occidental entró en la Edad Media con grandes dificultades que minaron la producción intelectual del continente tras la caída del Imperio Romano. Los tiempos eran confusos y se había perdido el acceso a los tratados científicos de la antigüedad clásica (en griego), manteniéndose sólo las compilaciones resumidas y hasta desvirtuadas, por las sucesivas traducciones que los romanos habían hecho al latín. Sin embargo, con el inicio de la llamada Revolución del siglo XII, se reavivó el interés por la investigación de la naturaleza. La ciencia que se desarrolló en ese periodo dorado de la filosofía escolástica daba énfasis a la lógica y abogaba por el empirismo, entendiendo la naturaleza como un sistema coherente de leyes que podrían ser explicadas por la razón.
Fue con esa visión con la que sabios medievales se lanzaron en busca de explicaciones para los fenómenos del universo y consiguieron importantes avances en áreas como la metodología científica y la física. Esos avances fueron repentinamente interrumpidos por la Peste negra y son virtualmente desconocidos por el público contemporáneo, en parte porque la mayoría de las teorías avanzadas del periodo medieval están hoy obsoletas, y en parte por el estereotipo de que la Edad Media fue una supuesta "Edad de las Tinieblas".
Mientras que en el Extremo Oriente se siguió desarrollando la civilización china con su propio ritmo cíclico, en Occidente la civilización clásica greco-romana fue sustituida por la cultura cristiana (latina y bizantina) y la civilización islámica, ambas fuertemente teocéntricas. Los cinco siglos de la denominada "época oscura" de la Alta Edad Media significaron un atraso cultural en la cristiandad latina, tanto en relación con la Antigüedad clásica como en relación con la simultánea Edad de Oro del islam, que no actuó únicamente como un contacto de innovaciones orientales (chinas, hindúes y persas, como el papel, el molino de viento o la numeración hindú-arábiga) hacia Occidente, sino añadiendo aportes propios y originales. No obstante, el desarrollo productivo del modo de producción feudal demostró ser más dinámico que el esclavista en cuanto a permitir desarrollos tecnológicos modestos, pero de notables repercusiones (la collera, el estribo, la vertedera). Aparentemente, el mundo intelectual, enclaustrado en los scriptoria de los monasterios y dedicado a la conservación y glosa de los textos sagrados, la patrística y la parte del saber antiguo que pudiera conciliarse con el cristianismo (Boecio, Casiodoro, Isidoro, Beda, Beato, Alcuino), estaba completamente desconectado de ese proceso, pero en su torno se fue gestando alguna variación en la concepción ideológica del trabajo que, con contradicciones y altibajos, inspiró la justificación de los intereses de la naciente burguesía y el desarrollo del capitalismo comercial a partir de la Baja Edad Media. Mientras tanto, las instituciones educativas se fueron sofisticando progresivamente (escuelas palatinas, escuelas monásticas, escuelas episcopales, studia generalia, universidades medievales) y en ellas, a pesar del efecto anquilosador que se supone al método escolástico, surgieron notables individualidades (Gilberto de Aurillac, Pedro Abelardo, Graciano, Raimundo de Peñafort, Tomás de Aquino, Roberto Grosseteste, Roger Bacon -Doctor Mirabilis-, Duns Scoto -Doctor Subtilis-, Raimundo Lulio, Marsilio de Padua, Guillermo de Ockham, Bártolo de Sassoferrato, Jean Buridan, Nicolás de Oresme) y algunos conceptos innovadores en terrenos como el de la química, en forma de alquimia (destilación del alcohol), el de la lógica (Petrus Hispanus), el de las matemáticas (calculatores de Merton College) o el de la física (teoría del impetus).

## Etapas y representantes

### Patrística
La patrística es el estudio del cristianismo de los primeros siglos y de sus primeros autores conocidos como padres de la Iglesia. La patrística es la fase en la historia de la organización y la teología cristiana que abarca desde el fin del cristianismo primitivo, con la consolidación del canon neotestamentario, hasta alrededor del siglo VIII. Se considera que el periodo abarca desde la parte final del Nuevo Testamento o el fin de la Era Apostólica, hasta el 451 (año del Concilio de Calcedonia) o el 787 (año del Segundo Concilio de Nicea). 
En su contenido ideológico, la patrística se caracterizó por ser el periodo en que se gestó el contenido doctrinal de las creencias religiosas cristianas, así como su defensa apologética contra los ataques de las religiones paganas primero, y sucesivamente de las interpretaciones que dieron lugar a las herejías, después. Durante este período, el cristianismo es difundido masivamente por los profetas, tomando fuerza entre la población y desplazando a las religiones politeístas. 
Para ser reconocido un padre de la Iglesia, era necesario reunir las siguientes condiciones: 
- Antigüedad
- Santidad de la vida
- Doctrina ortodoxa
- Aprobación eclesiástica

La religión cristiana encontró en la filosofía griega los argumentos para justificar su doctrina, pues la religión cristiana era para los padres de la Iglesia la expresión cumplida y definitiva de las verdades que la filosofía griega había logrado encontrar de manera imperfecta y parcial.
La palabra deriva de la forma combinada del latín pater y del griego patḗr, 'padre', y hace referencia a los padres de la Iglesia, los teólogos cuya interpretación dominaría la historia del dogma. La influencia apologética se debió entre otras cosas al ataque hostil, y por penetrar en los datos de la revelación, el de formarse una imagen totalizadora del mundo y de la vida humana a la luz de la fe. El progreso de lo implícito a lo explícito fue un progreso en la  ciencia teológica; en el proceso de argumentación y definición se emplearon conceptos y categorías tomados de la filosofía. La filosofía imperante era el platonismo, neoplatonismo (con toque estoico).
Los escritores cristianos no hicieron distinción entre filosofía y teología. Estos mostraron una divergencia de actitud ante la filosofía clásica: como enemiga o como utilidad.[cita requerida]

### Filosofía islámica
La filosofía islámica es filosofía surgida de la tradición islámica. Incluye el conjunto de ideas relacionadas con la vida, el universo, la ética, la sociedad y demás cuestiones fundamentales vinculadas al mundo islámico. Dos términos usados tradicionalmente en el mundo islámico son traducidos a veces como filosofía: falsafa (lit. «filosofía»), que se refiere a la filosofía en su sentido tradicional así como a la lógica, la matemática y la física,y kalama (lit. «habla»), que se refiere a una forma racionalista de teología escolástica islámica, que incluye las escuelas maturidiyah, ashariyyah y mu'tazila.
La filosofía islámica temprana tuvo inicio con Al-Kindi en el siglo II del calendario musulmán (comienzos del siglo IX d. C.)  y terminó con Ibn-Rushd (Averroes) siglo VI d. H. (finales del siglo XII d. C.), coincidiendo ampliamente con la Edad de Oro del islam. La muerte de Averroes marcó de manera efectiva el final de una disciplina particular de filosofía islámica llamada usualmente la escuela peripatética islámica, y la actividad filosófica tuvo un importante declive en países islámicos occidentales tales como la Iberia islámica y el Norte de África.
La filosofía islámica persistió por mucho más tiempo en países islámicos orientales, en particular la Persia safávida, y los imperios otomano y mogol, donde varias escuelas filosóficas siguieron floreciendo: el avicenismo, el averroísmo, el iluminacionismo, filosofía mística, teosofía trascendente, y filosofía de Isfahán. Ibn Jaldún, en su Muqaddima, hizo contribuciones importantes a la filosofía de la historia. Interés en la filosofía islámica revivió durante el movimiento al-Nahda («despertar») a finales del siglo XIX y comienzos del XX, y continúa hasta la actualidad.
La tradición islámica actual combina algunos pensamientos del neoplatonismo y del aristotelismo con otros conceptos que fueron insertados mediante el desarrollo del Islam. Ciertos filósofos de peso como el árabe al-Kindi y los persas al-Farabi y Avicena, así como Ibn Tufail y Averroes, originarios de la península ibérica, precisaron algunas interpretaciones de Aristóteles que fueron después absorbidas por los intelectuales judíos y cristianos.
La historia de la filosofía islámica contiene ejemplos significativos de otros filósofos que abordaron un gran número de cuestiones que terminaron por influenciar al escolasticismo medieval de Europa, entre ellos se encuentran Al-Ghazali y Mulla Sadra.
Los musulmanes, y en menor medida los cristianos y los judíos, contribuyeron con el folclore arábigo y se distanciaron entre sí de acuerdo a sus dogmas filosóficos más que por sus doctrinas religiosas. Cuando los pueblos árabe y bereber llegaron a la península ibérica, la literatura filosófica arábiga fue traducida a los idiomas hebreo y latín; contribuyendo al desarrollo de la filosofía europea.

### Filosofía judía
Maimónides (1138-1204) compuso, en árabe, un manual de lógica, Términos de lógica, en el que hace una introducción a la lógica aristotélica y ofrece, por primera vez, una definición clara y concisa de los principales términos silogísticos que utiliza. No es sólo un manual de lógica, sino también una introducción a la filosofía, tal y como se concebía en su época; denota una clara influencia de la obra del filósofo árabe Al-Farabi, del que Maimónides se considera discípulo y al que menciona con gran frecuencia.
La Guía de los Perplejos, escrita en árabe hacia 1190, es la obra filosófica por excelencia de Maimónides. En ella, intentará demostrar que no puede haber contradicciones entre la fe y la razón, pues, en definitiva, las dos tienen un mismo origen: la fe se fundamenta sobre las verdades reveladas por Dios, y la razón, sobre las que el conocimiento humano, potencia derivada de Dios, descubre por sí mismo. Maimónides está firmemente convencido de que, con pocas excepciones, todos los principios metafísicos de la filosofía aristotélica están presentes en la Biblia y en el Talmud.

### Averroísmo
Averroísmo es el término aplicado a dos tendencias filosóficas de la escolástica desde finales del siglo XIII, la primera de las cuales estaba basada en las interpretaciones del aristotelismo por el filósofo cordobés Averroes (Ibn Rushd) y su intento de conciliarle con el Islam. Sus enseñanzas se difundieron por todos los reinos árabes especialmente en la península ibérica. Los filósofos cristianos a su vez aplicaban estas ideas a los escritos de Aristóteles para hacer lo propio con el cristianismo.

### Escolástica
La escolástica (palabra originada en el latín medieval scholasticus, a través del latín tardío scholastĭcus ‘erudito’, ‘escolar’ como préstamo del griego σχολαστικός [scholastikós], adjetivo derivado de σχολή [skholé] ‘ocio, tiempo libre’)  es una corriente teológica y filosófica medieval que utilizó parte de la filosofía grecolatina clásica para comprender la revelación religiosa del cristianismo. 
Fue la corriente teológico-filosófica predominante del pensamiento medieval, tras la patrística de la Antigüedad tardía, y se basó en la coordinación entre fe y razón, que en cualquier caso siempre suponía una clara subordinación de la razón a la fe (Philosophia ancilla theologiae, «la filosofía es sierva de la teología»). José Ferrater Mora señala que «hoy día se tiende a rechazar esta concepción o a no insistir demasiado en ella». La escolástica «no es continuación de la patrística desde el solo punto de vista religioso. La misma elaboración filosófica a la cual va a hallarse sometida la verdad religiosa, no es, a su vez, más que la prolongación de un esfuerzo que se une con la filosofía griega y llena los siglos precedentes». El surgimiento de la escolástica estuvo estrechamente asociado con estas escuelas que florecieron en Italia, Francia, España e Inglaterra. Predominó en las escuelas catedralicias y en los estudios generales que dieron lugar a las universidades medievales europeas, en especial entre mediados del siglo XI y mediados del XV.
Como programa, la escolástica comenzó como un intento de armonización por parte de los pensadores cristianos medievales, para concordar las diversas autoridades de su propia tradición y para reconciliar la teología cristiana con la filosofía clásica y de la antigüedad tardía, especialmente la de Aristóteles pero también del neoplatonismo. Su formación fue, sin embargo, heterogénea, ya que acogió en su seno corrientes filosóficas no solo grecolatinas, sino también árabes y judaicas. Esto incentivó en este movimiento una fundamental preocupación por consolidar grandes sistemas sin contradicción interna que asimilasen toda la tradición filosófica clásica. Por otra parte, se ha señalado en la escolástica una excesiva dependencia del argumento de autoridad y un descuido de las ciencias y el empirismo.[cita requerida]
Pero la Escolástica también es un método de trabajo intelectual: todo pensamiento debía someterse al principio de autoridad, y la enseñanza podía limitarse en principio a la reiteración de los textos clásicos, y sobre todo de la Biblia (principal fuente de conocimiento). A pesar de ello, la escolástica incentivó el razonamiento y la especulación, pues suponía adaptarse a un riguroso sistema lógico y un estructurado esquema del discurso que debía ser capaz de exponerse a refutaciones y preparar defensas.